# Rhopus sacchari
Rhopus sacchari är en stekelart som först beskrevs av Shah Mashood Alam 1961.  Rhopus sacchari ingår i släktet Rhopus och familjen sköldlussteklar. Inga underarter finns listade i Catalogue of Life.